# Cyclotella
Cyclotella са род планктонни едноклетъчни водорасли от семейство Stephanodiscaceae.

## Разпространение
Видовете от този род обитават бедни на хранителни вещества среди. Най-често се срещат в сладководни среди, но могат да бъдат намерени и в солени и морски местообитания. Много от сладководните видове са открити в Съединените щати в застояли води. Видовете, които най-често се срещат в морска среда, са C. caspia, C. litoralis, C. meneghiniana, C. striata и C. stylorwn.

## Видове
Род Cyclotella включва 107 вида.